# Maratonmarschen
Maratonmarschen (originaltitel The Long Walk) från 1979 är en bok skriven av Stephen King under pseudonymen Richard Bachman. Den gavs ut i svensk översättning 1987.
Boken utspelar sig i en mörk, alternativ amerikansk framtid där Maratonmarschen styrs av en man som kallar sig "Majoren". En gång varje år hålls denna stora tävling där hundra pojkar deltar. Tävlingen går ut på att gå så länge som möjligt, utan minsta avbrott, oavsett vad. 
Varje misstag eller nedtrappning av tempot bestraffas med en varning, efter tre varningar får deltagaren en "ticket", d.v.s. avrättning.
Vinnaren får "The Big Prize", allt han kan önska sig under resten av livet.